# 平方マイル
平方マイル（square mile、 記号:mile2（日本の計量法による記号））は、ヤード・ポンド法における面積の単位である。その面積には2種あるが、ごく大まかには 2.59 km2 である。

## 単位記号
平方マイルの記号は、日本の計量法上は、mile2 と定められている。英米では、sq. mi, mi2, sq. mile などが用いられている。米国の US GPO Printing Manual では、mi2 を用いると定めている。
sq.の略語が miles やその省略形に残存している。メートル法においては通常は上付きの 2 を使用するため、"sq. mi" と "mi2" の両方が見られる。また、sq. m. と表記されることもあるが、この場合、平方メートルの記号と混同されるおそれがある。

## 国際フィートに基づく面積
1 平方マイルは、一辺が 1国際 マイル（5280国際フィート）の正方形の面積である。したがって 27878400 平方国際フィートに等しく、正確に 2.589988110336 km2 = 2589988.110336 m2 である。

## 日本の計量法に基づく面積
計量法体系では、平方マイルは平方ヤードの3 097 600倍であり、平方ヤードは、「平方メートルの0.9144の二乗倍」としている。この定義から計量法に基づく面積は、上記の国際フィートに基づく面積と同一の、正確に 2.589988110336 km2 = 2589988.110336 m2 である。

## 測量フィートに基づく面積
アメリカ合衆国の公有地測量システム (PLSS) とカナダの Dominion Land Survey において用いられる平方マイルは、測量フィートに基づくマイル（測量マイル）に基づいている。測量マイル (en:U.S.survey mile)は 6336/3937 km = 約 1.609347218694437 km である。このため、測量マイル四方の面積は国際マイルに基づくものより少し広く、約 2.589998470319521284 km2 = 約 2589988.470319521284 m2 である。
平方測量マイルは、平方国際マイルに比べて、約 0.359983521 m2 だけ広い。これはほぼ 599.986 mm 四方の面積（約60 cm 四方の面積）である。

## 他の単位との関係
1平方マイルは、640 エーカーに等しい。なお、エーカーにも国際フィートに基づくものと測量フィートに基づくものの2種類がある。